# Lejos de tu amor
«Lejos de Tu Amor» es una canción latin pop y es el segundo sencillo lanzado por la cantautora colombiana Shakira, de su primer álbum de estudio Magia. La canción al igual que su sencillo anterior Magia no tuvo mucho éxito.

## Vídeo musical
El sencillo no cuenta con video oficial.

## Lista de canciones
- «Lejos de tu amor»
- «Lejos de tu amor» (Versión Mix)